# Synallactidae
Famille
Les Synallactidae sont une famille de concombres de mer de l'ordre des Aspidochirotida. La plupart de ces espèces vivent dans les abysses. 

## Description et caractéristiques
Ce sont des holothuries assez massives, avec une face ventrale (trivium) moins plate que les Stichopodidae, et sans ampoules a niveau des tentacules buccaux. Elles peuvent avoir une ou deux touffes de gonades à côté du mésentère dorsal. Les spicules dermiques sont en forme de tables, de "C" ou de boutons, et sont parfois même absents.

## Liste des genres
Selon World Register of Marine Species (25 novembre 2017) :
- genre Allopatides Koehler & Vaney, 1905 -- 2 espèces
- genre Amphigymnas Walsh, 1891 -- 3 espèces
- genre Bathyplotes Östergren, 1896 -- 25 espèces
- genre Bathyzona Koehler & Vaney, 1905 -- 1 espèce
- genre Capheira Ludwig, 1893 -- 2 espèces
- genre Dendrothuria Koehler & Vaney, 1905 -- 1 espèce
- genre Galatheathuria Hansen & Madsen, 1956 -- 1 espèce
- genre Paelopatides Théel, 1886 -- 18 espèces
- genre Perizona Koehler & Vaney, 1905 -- 1 espèce
- genre Pseudothuria Koehler & Vaney, 1905 -- 1 espèce
- genre Scotothuria Hansen, 1978 -- 1 espèce
- genre Synallactes Ludwig, 1894 -- 26 espèces

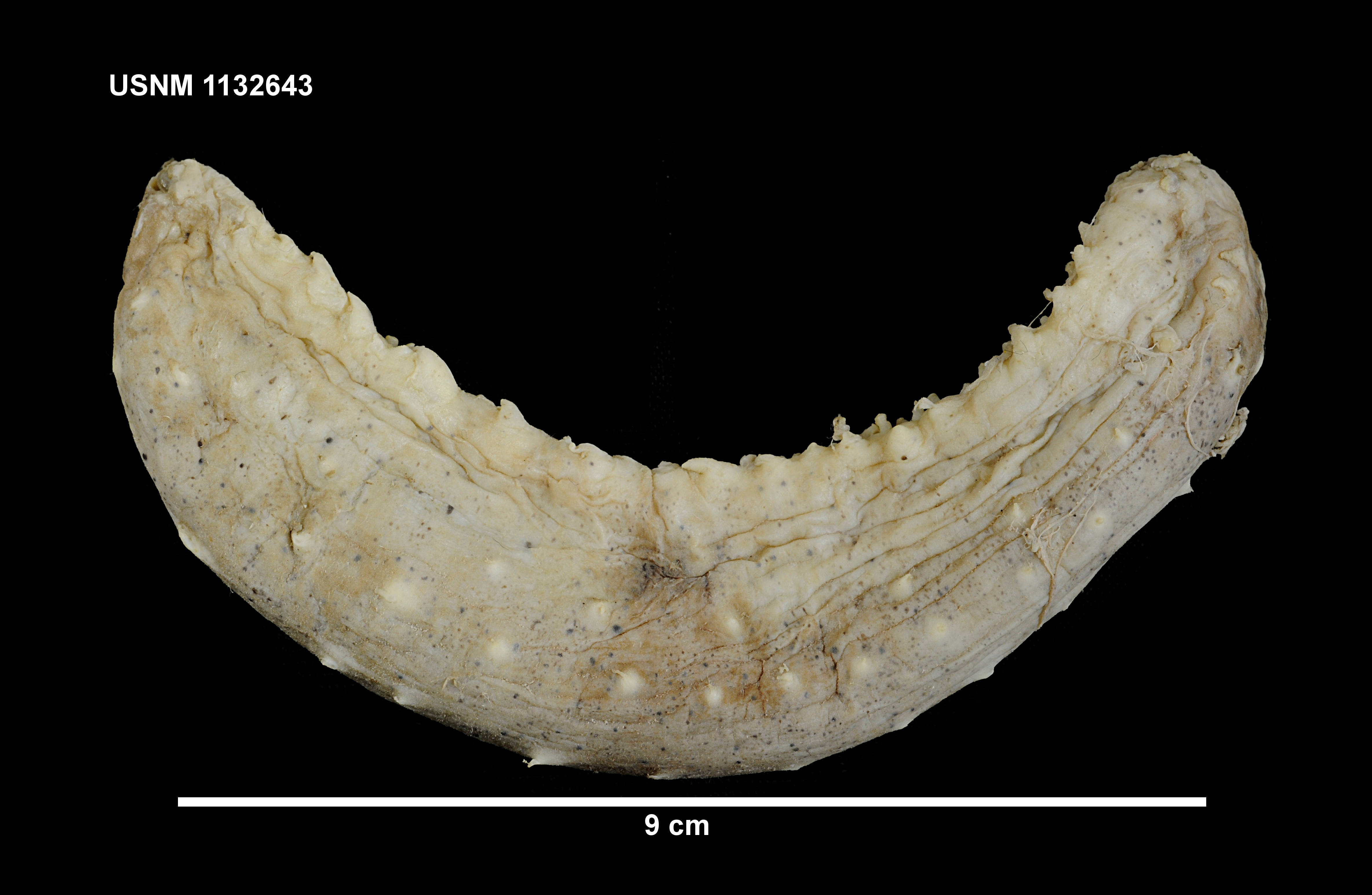
Bathyplotes bongraini
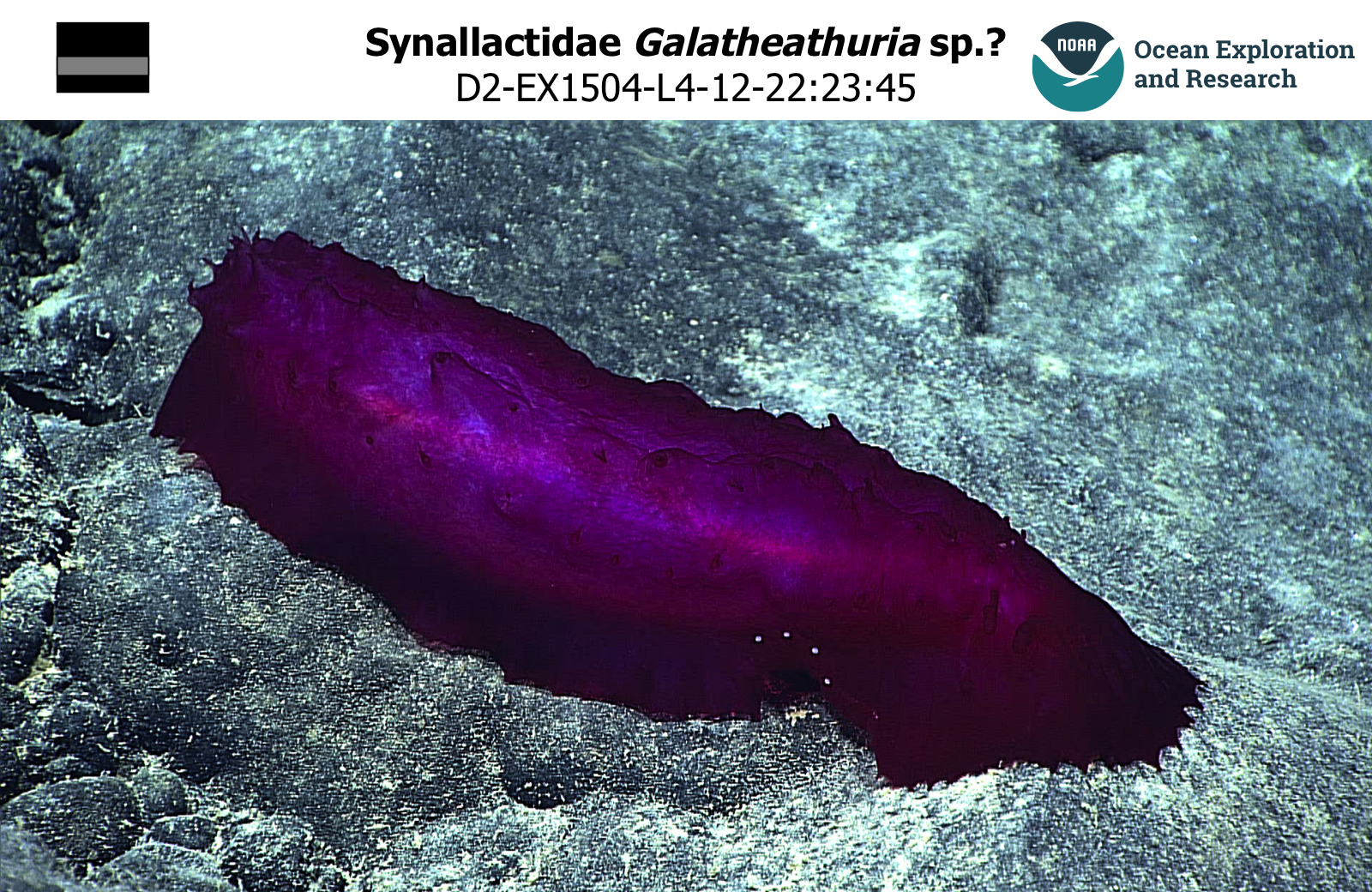
Possible Galatheathuria sp.
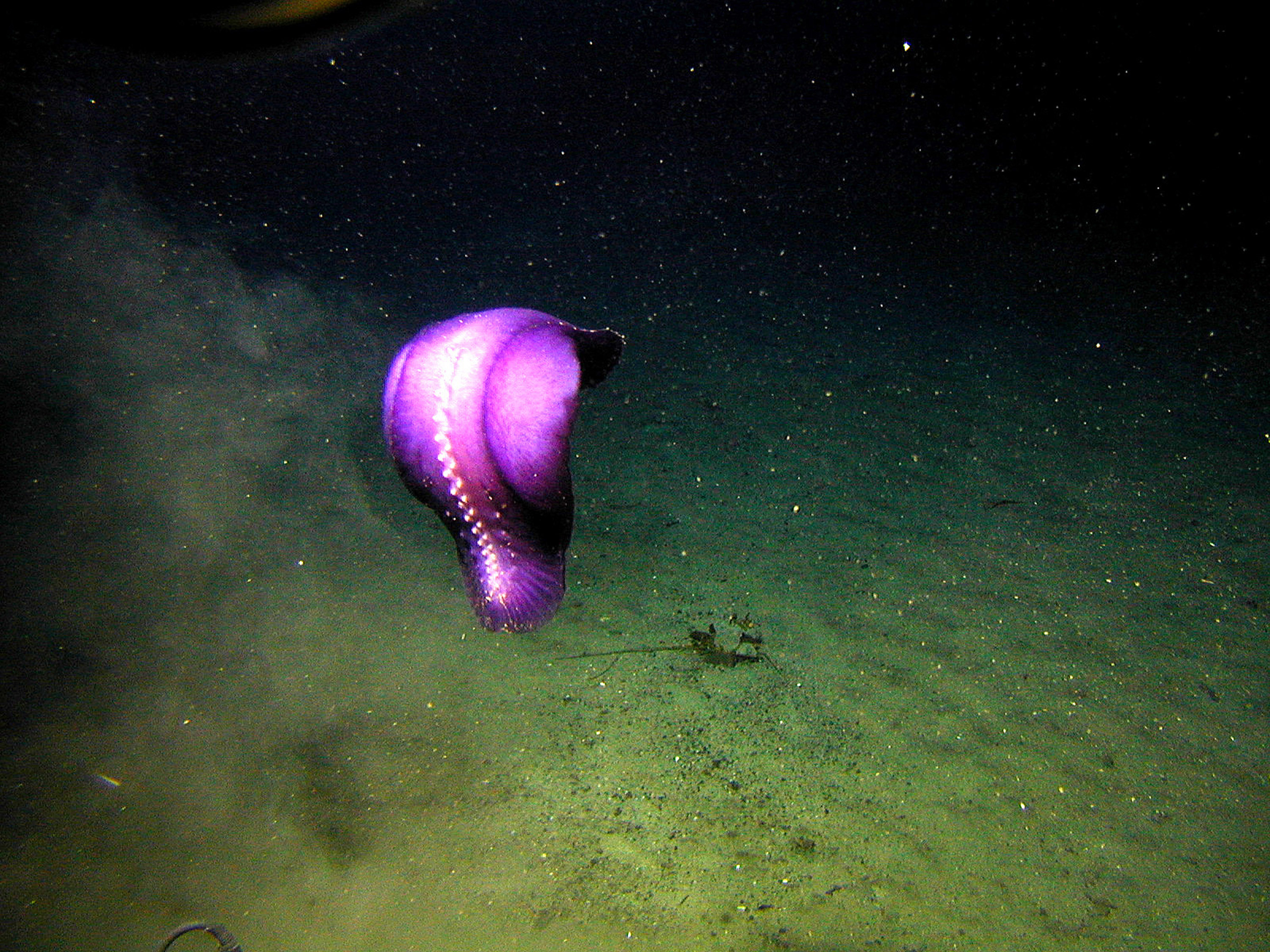
Paleopatides sp.
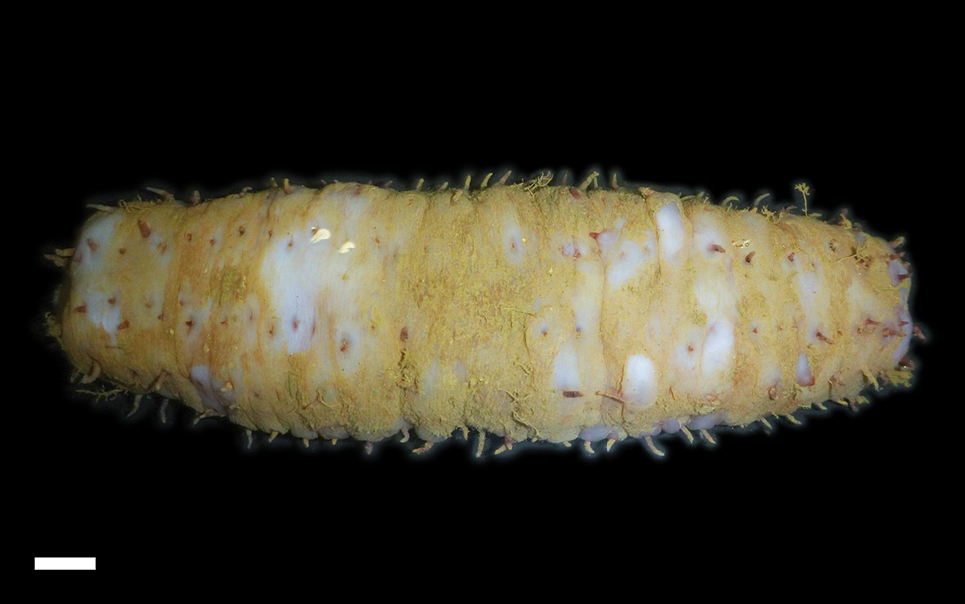
Synallactes cf. chuni
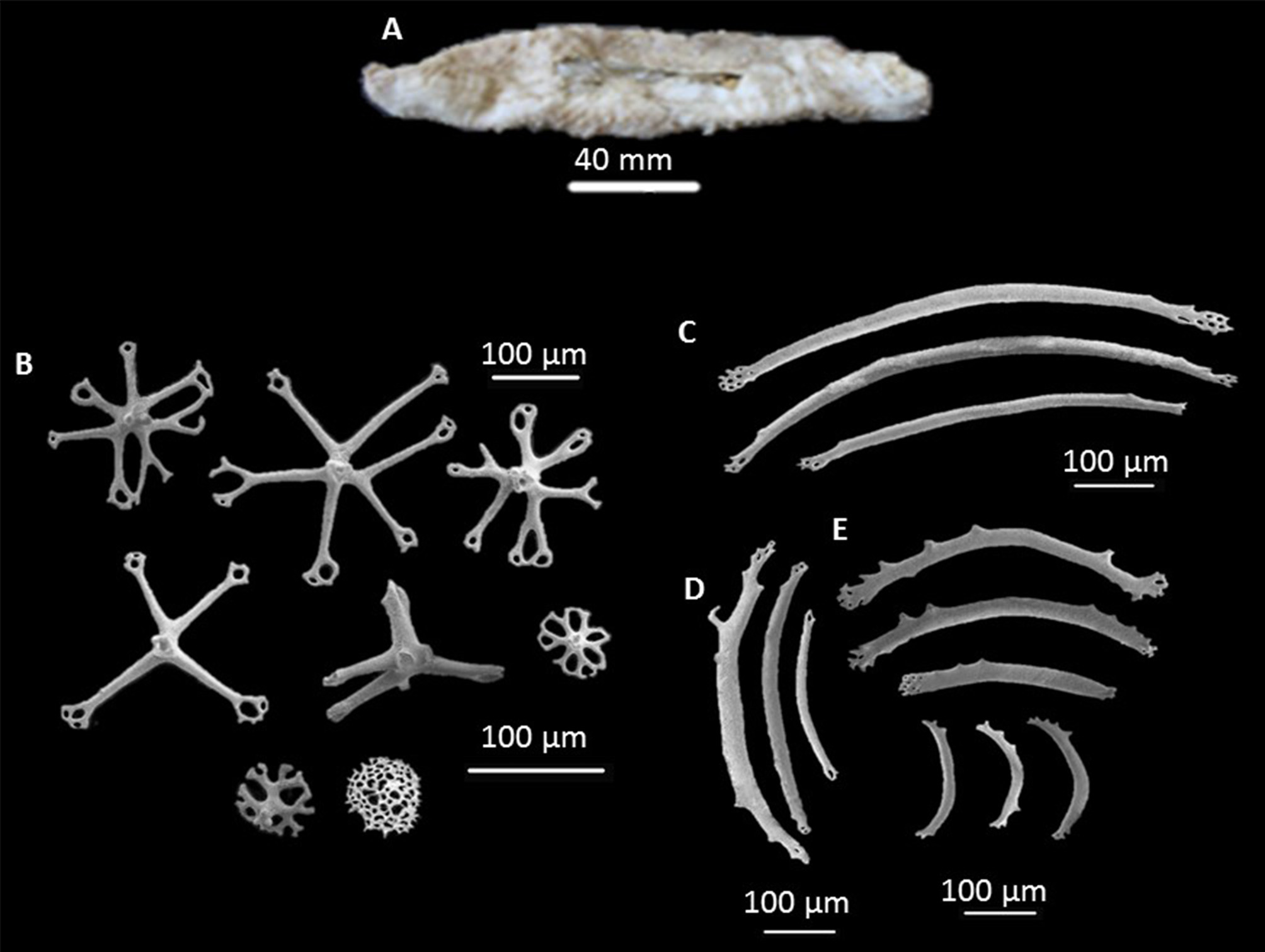
Synallactes quatrami
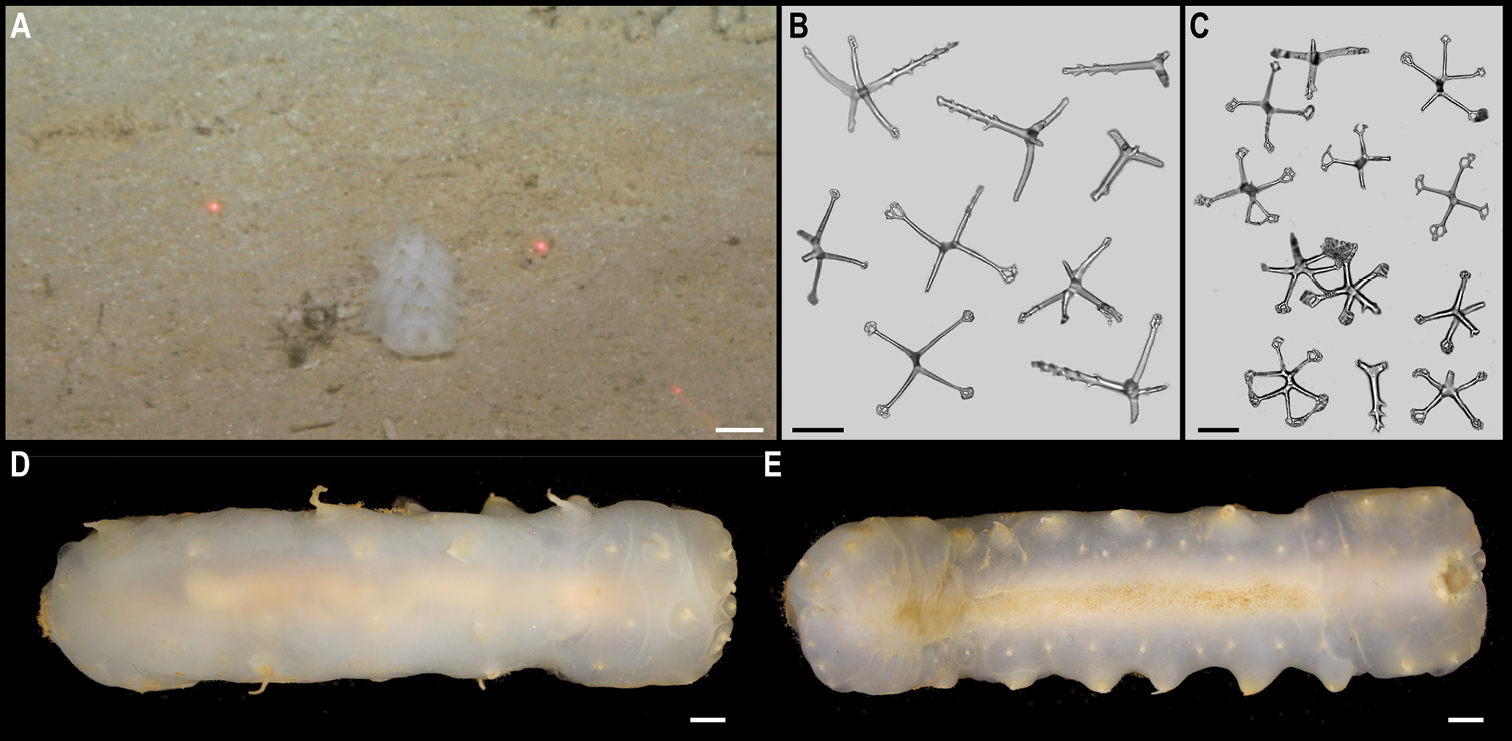
Synallactes sp.
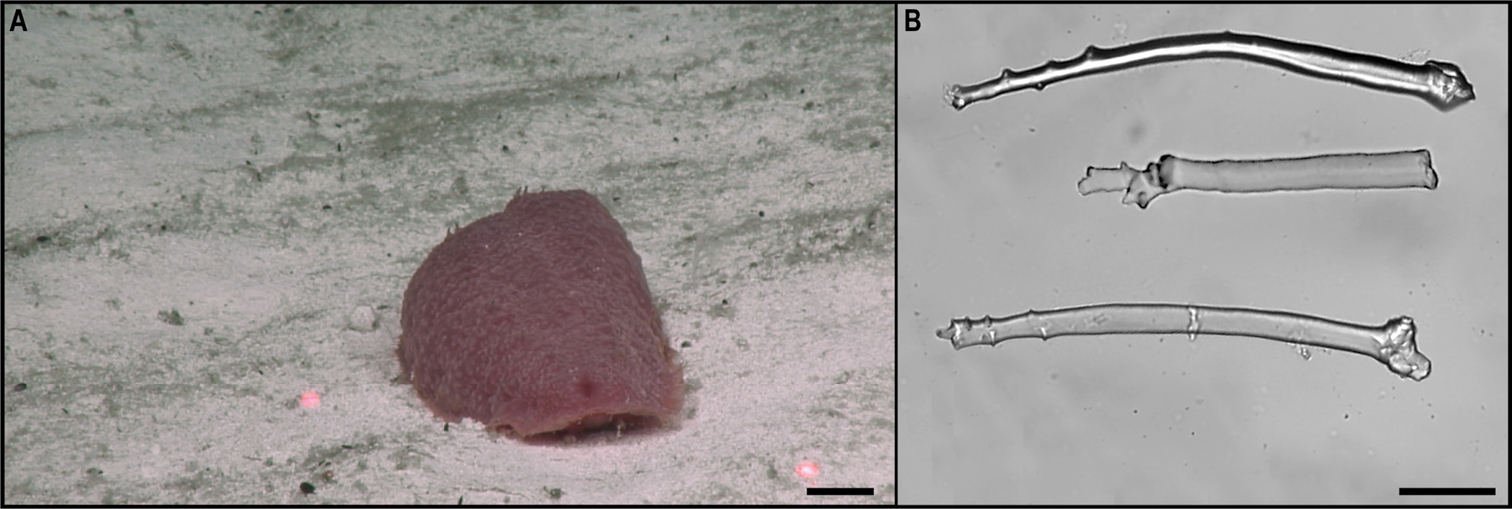
Synallactidae non identifiée.
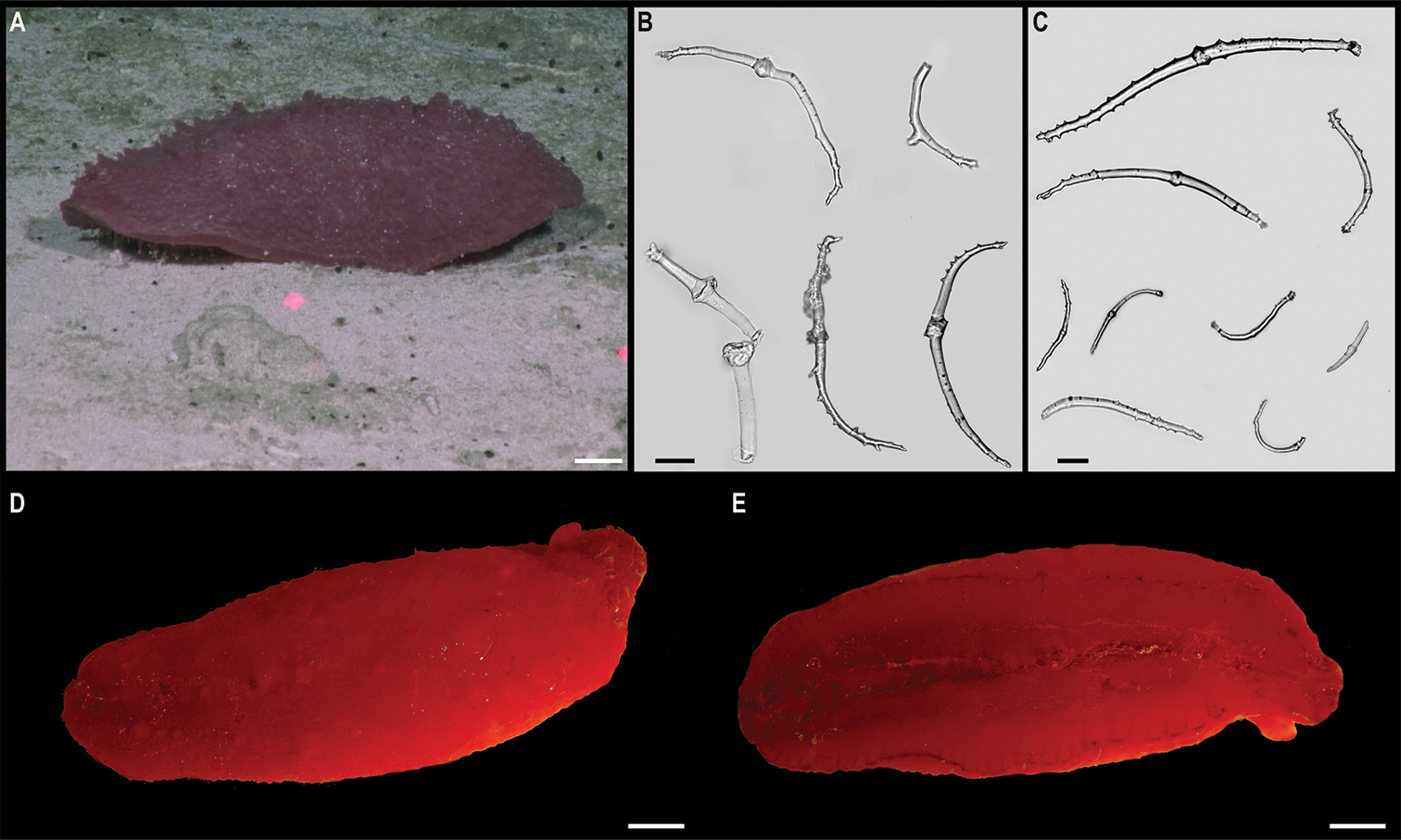
Idem.